# Luis Lax Lavilla
Luis Lax Lavilla (Tamarit de Llitera, 8 de desembre de 1935) fou un futbolista de la Franja de Ponent de les dècades de 1950 i 1960.

## Trajectòria
Debutà a segona divisió amb la UE Lleida la temporada 1954-55. L'any 1957 fou fitxat pel RCD Espanyol, club amb el qual debuta a primera divisió. Jugà dues temporades més a segona al Girona FC i al CD San Fernando i el 1960 fitxà pel Reial Múrcia CF, club on visqué els seus millors anys. Hi jugà un total de set temporades, entre primera i segona divisió, en dues etapes, entre les que jugà una temporada al Sevilla FC.